# Teodor
Teodor (gr. θεός + δῶρον – bóg + dar, tj. „dar boży, darowany przez boga”) – imię męskie pochodzenia greckiego. Por. Diodor.
W Polsce nadawane co najmniej od XIII wieku i zapisywane m.in. w postaci: Tader, Chodor (wschsł.), Teodor, Todor, C(z)ader, C(z)eder. Odpowiednikiem znaczeniowym tego imienia wśród imion staropolskich jest Dadzbog, Bożydar, Bogdan, Bohdan.
Istnieje też imię greckie złożone z tych samych członów w odwrotnej kolejności: Doroteusz (żeński odpowiednik – Dorota). Hebrajskim odpowiednikiem znaczeniowym jest Matisyahu, czyli Mateusz. 
Wśród imion nadawanych nowo narodzonym dzieciom, Teodor w 2017 zajmował 94. miejsce w grupie imion męskich.
Żeńska forma: Teodora
W innych językach: 
- bułgarski: Todor
- fiński: Teuva
- rosyjski: Фёдор (Fiodor)
- rumuński: Tudor
- ukraiński: Федір (Fedir, odmiana: Fedora, Fedorowi)
- węgierski: Tivadar
- włoski: Teodoro[5].

Teodor imieniny obchodzi:
- 2 stycznia, na pamiątkę św. Teodora z Marsylii († 594)
- 7 stycznia, na pamiątkę św. Teodora, mnicha z Egiptu (IV w.)
- 17 stycznia, na pamiątkę św. Teodora, męczennika (†306)
- 24 stycznia, na pamiątkę św. Teodora, biskupa Miry
- 7 lutego, na pamiątkę św. Teodora, żołnierza w armii cesarza Maksymiana (†306), wspominanego także 19 listopada jako św. Teodor z Tyru
- 3 marca, na pamiątkę papieża Teodora II
- 26 marca, na pamiątkę św. Teodora, biskupa
- 29 marca, na pamiątkę św. Teodora, biskupa Mediolanu (V w.)
- 15 kwietnia, na pamiątkę św. Teodora, męczennika w Tracji (II w.)
- 20 kwietnia, na pamiątkę św. Teodora Trichinasa, wyznawcy z Konstantynopola
- 22 kwietnia, na pamiątkę św. Teodora Sykeoty, biskupa (†613)
- 27 kwietnia, na pamiątkę św. Teodora z Egiptu (†368)
- 5 maja, na pamiątkę św. Teodora, biskupa Bolonii († VI w.)
- 20 maja, na pamiątkę św. Teodora, biskupa Pawii († 778)
- 26 maja, na pamiątkę papieża Teodora I
- 4 lipca, na pamiątkę św. Teodora, biskupa Cyreny († ok. 310)
- 19 lipca, na pamiątkę św. Teodora, mnicha (†848)
- 26 lipca, na pamiątkę św. Teodora, biskupa Werony (VI w.)
- 27 lipca, na pamiątkę św. Teodora, biskupa († 490)
- 29 lipca, na pamiątkę św. Teodora, męczennika w Rzymie, wspominanego razem ze śś. Florą, Antoninem, Eugeniuszem i Lucylą († poł. III w.)
- 1 sierpnia, na pamiątkę św. Teodora, męczennika w Rzymie na Via Latina (III w.)
- 2 września, na pamiątkę św. Teodora, męczennika w Nikomedii
- 4 września, na pamiątkę św. Teodora, męczennika, wspominanego razem ze św. św. Ammianem, Julianem i Oceanem (†303)
- 5 września, na pamiątkę św. Teodora, męczennika w Konstantynopolu, wspominanego razem ze św. św. Menedemem i Urbanem (†370)
- 10 września, na pamiątkę św. Teodora, biskupa († ok. 670)
- 15 września, na pamiątkę św. Teodora, męczennika w Adrianopolu
- 19 września, na pamiątkę św. Teodora z Tarsu (†690)
- 20 września, na pamiątkę św. Teodora, męczennika w Perge
- 29 października, na pamiątkę bł. Teodora, opata († 575)
- 1 listopada, na pamiątkę bł. Teodora Romzy († 1947)
- 11 listopada, na pamiątkę św. Teodora Studyty (†826)
- 19 listopada, na pamiątkę św. Teodora z Tyru, żołnierza (†306), wspominanego także 7 lutego jako św. Teodor żołnierz
- 26 listopada, na pamiątkę św. Teodora, biskupa, wspominanego razem ze św. św. Fileaszem, Hezychiuszem, Pachomiuszem, Faustem, Dydiuszem i Ammoniuszem († IV w.)
- 14 grudnia, na pamiątkę św. Teodora, męczennika w Antiochii, wspominanego razem ze św. św. Druzusem i Zozymem († II w.)
- 15 grudnia, na pamiątkę św. Teodora, męczennika w Rzymie, wspominanego razem ze św. św. Ireneuszem, Antonim, Saturninem i Wiktorem († III w.)
- 26 grudnia, na pamiątkę św. Teodora, zakrystiana († VI w.)
- 27 grudnia, na pamiątkę św. Teodora (†841), wspominanego razem z bratem, św. Teofanem

## Znane osoby noszące imię Teodor
- Teodor z Tarsu – biskup
- Teodor I – papież
- Teodor I Laskarys – cesarz bizantyński
- Teodor II Laskarys – cesarz bizantyński
- Fiodor III Romanow – car Rosji
- Theodor Adorno
- Fiodor Aleksiejew – malarz rosyjski, prekursor pejzażu miejskiego w rosyjskim malarstwie
- Teodor Anioła – polski piłkarz
- Theodor Aman – rumuński malarz ormiańskiego pochodzenia
- Teuvo Aura (1912–1999) – fiński polityk, dwukrotny premier (1970 i 1971–72)
- Fiodor Berg
- Theodor Bilharz
- Teodor Bolduan
- Theodore McCarrick
- Fiodor Dostojewski
- Theodor Fontane
- Theodore Foster – amerykański prawnik i polityk
- Teodor Gryfita – wojewoda krakowski
- Fiodor Geismar
- Teodor Goździkiewicz
- Teodor Hertz
- Theodor Heuss
- Theodor Innitzer – austriacki duchowny katolicki, arcybiskup Wiednia
- Józef Teodor Konrad Korzeniowski
- Theodore Jaracz
- Teodor Jeske-Choiński
- Teodor Kubina
- Teodor Kufel
- Theodore Levitt – ekonomista
- Ted Ligety
- Teodor Bogdan Lubieniecki
- Feodor Lynen
- Fiodor Ładygin
- Teodor Teofil Matecki
- Teodor Palimąka
- Teodor Parnicki
- Teodor Potocki
- Theodore Roosevelt – prezydent USA, polityk
- Fiodor I – car Rosji
- Theodore Shackley
- Theodore Schultz
- Theodor Schwann
- Fedir Sztejngel – ukraiński działacz społeczny i kulturalny, dyplomata
- Teodor Tripplin
- Fiodor Uszakow – rosyjski admirał
- Fiodor Wowk – ukraiński etnograf, antropolog, muzeolog, demograf i literaturoznawca
- Gustav Theodor Fechner
- Emil Theodor Kocher
- Otto Theodor Manteuffel
- Krzysztof Teodor Toeplitz